# Virgil Nemoianu
Virgil Nemoianu (12 de marzo de 1940-6 de junio de 2025) fue un autor, crítico y ensayista estadounidense de origen rumano.

## Biografía
Nacido el 12 de marzo de 1940 en Bucarest, fue profesor de la Universidad Católica de América. Falleció el 6 de junio de 2025.
Escribió obras como Structuralismul (1967), Calmul valorilor (1971), Utilul şi plăcutul (1973), The Taming of Romanticism. European Literature in the Age of Biedermeier (Harvard University Press, 1984), A Theory of the Secondary: Literature, Progress and Reaction (The Johns Hopkins University Press, 1989), Romania si liberalismele ei. Atractii si impotriviri (Editura Fundatiei Culturale Romane, 2000), The Triumph of Imperfection: The Silver Age of Sociocultural Moderation in Europe, 1815-1848 (University of South Carolina Press, 2006),  Imperfection and Defeat: The Role of Aesthetic Imagination in Human Society (Central European University Press, 2006) y Postmodernism and Cultural Identities: Conflicts and Coexistence (Catholic University of America Press, 2010), entre otras.